# Грінвілл (Техас)
Грінвілл (англ. Greenville) — місто (англ. city) в США, в окрузі Гант штату Техас. Населення — 28 164 особи (2020).

## Географія
Грінвілл розташований за координатами 33°6′43″ пн. ш. 96°6′30″ зх. д. / 33.11194° пн. ш. 96.10833° зх. д. (33.111903, -96.108445).  За даними Бюро перепису населення США в 2010 році місто мало площу 86,64 км², з яких 84,51 км² — суходіл та 2,13 км² — водойми.

## Демографія
Згідно з переписом 2010 року, у місті мешкало 25 557 осіб у 9716 домогосподарствах у складі 6386 родин. Густота населення становила 295 осіб/км².  Було 10838 помешкань (125/км²).
Расовий склад населення:
| - 68,5 % — білих - 16,8 % — чорних або афроамериканців - 1,1 % — азіатів - 0,9 % — корінних американців - 0,3 % — вихідців з тихоокеанських островів - 9,8 % — осіб інших рас |

До двох чи більше рас належало 2,8 %. Частка іспаномовних становила 22,4 % від усіх жителів.
За віковим діапазоном населення розподілялося таким чином: 26,5 % — особи молодші 18 років, 59,2 % — особи у віці 18—64 років, 14,3 % — особи у віці 65 років та старші. Медіана віку мешканця становила 34,0 року. На 100 осіб жіночої статі у місті припадало 94,9 чоловіків;  на 100 жінок у віці від 18 років та старших — 90,6 чоловіків також старших 18 років.
Середній дохід на одне домашнє господарство  становив 49 221 долар США (медіана — 36 639), а середній дохід на одну сім'ю — 55 711 долар (медіана — 47 305). Медіана доходів становила 38 226 доларів для чоловіків та 27 895 доларів для жінок. За межею бідності перебувало 23,1 % осіб, у тому числі 33,3 % дітей у віці до 18 років та 10,4 % осіб у віці 65 років та старших.
Цивільне працевлаштоване населення становило 10 314 осіб. Основні галузі зайнятості: освіта, охорона здоров'я та соціальна допомога — 20,8 %, виробництво — 20,7 %, роздрібна торгівля — 12,7 %, науковці, спеціалісти, менеджери — 8,9 %.